# Тшебница
Тшебнѝца (на полски: Trzebnica; на немски: Trebnitz) е град в Югозападна Полша, Долносилезко войводство. Административен център е на Тшебнишки окръг, както и на градско-селската Тшебнишка община. Заема площ от 8,36 км2.